# Saison 4 de Nashville
Chronologie
Saison 3
Cet article présente les épisodes de la quatrième saison de la série télévisée américaine Nashville.

## Généralités
- Le 7 mai 2015, la série a été renouvelée pour une quatrième saison[1].
- Au Canada, la saison a été diffusée en simultanée sur CHCH-DT.
- La série a pris une pause hivernale pour revenir au printemps[2].
- En France, la saison a été diffusée du 3 septembre 2016 au 8 octobre 2016 sur Série Club.

## Synopsis
La série suit une chanteuse country légendaire en déclin, Rayna James. Ses producteurs lui offrent de se joindre à la tournée de Juliette Barnes, jeune et sexy, la nouvelle sensation du country. Mais Rayna refuse, et les conflits s'installent.

## Distribution

### Acteurs principaux
- Connie Britton (VF : Emmanuèle Bondeville) : Rayna Jaymes
- Hayden Panettiere (VF : Mélanie Dermont) : Juliette Barnes
- Clare Bowen (VF : Sophie Frison) : Scarlett O'Connor
- Chris Carmack : Will Lexington
- Will Chase : Luke Wheeler
- Charles Esten (VF : Erwin Grusnpan) : Deacon Claybourne
- Jonathan Jackson : Avery Barkley
- Sam Palladio : Gunnar Scott
- Lennon Stella : Maddie Conrad
- Maisy Stella : Daphne Conrad
- Aubrey Peeples : Layla Grant[3]

### Acteurs récurrents
- David Alford : Bucky Dawes, manager de Rayna
- Kourtney Hansen (en) : Emily, assistante de Juliette
- Ed Amatrudo : Glenn Goodman, manager de Juliette
- Nick Jandl : Dr Caleb Rand, petit-ami de Scarlett
- Keean Johnson : Colt Wheeler, fils de Luke
- Kyle Dean Massey (en) : Kevin Bicks (épisodes 1 à 6)
- Dana Wheeler-Nicholson : Beverly O'Connor (épisodes 1 à 6)
- Oliver Hudson : Jeff Fordham (épisodes 2 à 6)
- Riley Smith : Markus Keen[4] (épisodes 2 à 10)
- Eric Close (VF : Michelangelo Marchese) : Teddy Conrad[5] (épisodes 3 et 17)
- Chaley Rose : Zoey Dalton[6] (épisode 4)
- Mark Collie : Frankie Gray (depuis l'épisode 4)
- Scout Taylor-Compton : Erin[7] (depuis l'épisode 5)
- Jessy Schram : Cash Gray[8] (depuis l'épisode 10)
- Judith Hoag (VF : Catherine Conet) : Tandy Wyatt (épisodes 11 et 19)
- Steve Kazee : Riff Bell[9] (depuis l'épisode 12)
- Meg Chambers Steedle (en) : Sienna[10] (épisode 13)
- Alicia Witt : Autumn Chase[11] (depuis l'épisode 14)
- Thomas Rhett : lui-même[12] (épisode 16)
- Kelsea Ballerini : elle-même[12] (épisode 18)
- Kesha : elle-même[12] (épisode 19)
- Derek Hough : Noah West[13] (épisode 19)
- Rex Linn : Bill Lexington (épisode 19)
- Elton John : lui-même[14] (épisode 20)

## Liste des épisodes

### Épisode 1:Lâcher prise
- États-Unis /  Canada : 23 septembre 2015 sur ABC[15] / CHCH-DT
- France : 3 septembre 2016 sur Série Club[16]

- États-Unis : 4,91 millions de téléspectateurs[17] (première diffusion)

- Eric Close (Teddy Conrad)
- Oliver Hudson (Jeff Fordham)
- Ed Amatrudo (Glenn Goodman)
- David Alford (Bucky Dawes)
- Dana Wheeler-Nicholson (Beverly)
- Kyle Dean Massey (Kevin Bicks)
- Nick Jandl (Dr Caleb Rand)
- A.J. Hammer (himself)

### Épisode 2:L'art de la fugue
- États-Unis /  Canada : 30 septembre 2015 sur ABC / CHCH-DT
- France : 3 septembre 2016 sur Série Club

- États-Unis : 4,72 millions de téléspectateurs[18] (première diffusion)

- Kelly Ripa (herself)
- Michael Strahan (himself)
- Pam Tillis (herself)
- Oliver Hudson (Jeff Fordham)
- Ed Amatrudo (Glenn Goodman)
- David Alford (Bucky Dawes)
- Riley Smith (Markus Keen)
- Dana Wheeler-Nicholson (Beverly)
- Kyle Dean Massey (Kevin Bicks)
- Nick Jandl (Dr Caleb Rand)
- Cynthia McWilliams (Gabriella Manning)
- David Burke (Dr Sugrue)

### Épisode 3:Comment te dire adieu
- États-Unis /  Canada : 7 octobre 2015 sur ABC / CHCH-DT
- France : 3 septembre 2016 sur Série Club

- États-Unis : 4,36 millions de téléspectateurs[19] (première diffusion)

- Eric Close (Teddy Conrad)
- Ed Amatrudo (Glenn Goodman)
- Dana Wheeler-Nicholson (Beverly)
- Kyle Dean Massey (Kevin Bicks)
- Nick Jandl (Dr Caleb Rand)
- David Burke (Dr Sugrue)

### Épisode 4:Un lien si fragile
- États-Unis /  Canada : 14 octobre 2015 sur ABC / CHCH-DT
- France : 10 septembre 2016 sur Série Club

- États-Unis : 4,54 millions de téléspectateurs[20] (première diffusion)

- Oliver Hudson (Jeff Fordham)
- Chaley Rose (Zoey)
- David Alford (Bucky Dawes)
- Riley Smith (Markus Keen)
- Keann Johnson (Colt Wheeler)
- Mark Collie (Frankie)
- Nick Jandl (Dr Caleb Rand)

### Épisode 5:Une soirée à Atlanta
- États-Unis /  Canada : 21 octobre 2015 sur ABC / CHCH-DT
- France : 10 septembre 2016 sur Série Club

- États-Unis : 4,47 millions de téléspectateurs[21] (première diffusion)

- Oliver Hudson (Jeff Fordham)
- David Alford (Bucky Dawes)
- Riley Smith (Markus Keen)
- Dana Wheeler-Nicholson (Beverly)
- Keann Johnson (Colt Wheeler)
- Scout Taylor-Compton (Erin)
- Cynthia McWilliams (Gabriella Manning)
- Kyle Dean Massey (Kevin Bicks)

### Épisode 6:Ce qui vient du cœur
- États-Unis /  Canada : 28 octobre 2015 sur ABC / CHCH-DT
- France : 10 septembre 2016 sur Série Club

- États-Unis : 4,18 millions de téléspectateurs[22] (première diffusion)

- Oliver Hudson (Jeff Fordham)
- David Alford (Bucky Dawes)
- Riley Smith (Markus Keen)
- Dana Wheeler-Nicholson (Beverly)
- Keann Johnson (Colt Wheeler)
- Scout Taylor-Compton (Erin)
- Cynthia McWilliams (Gabriella Manning)
- Kyle Dean Massey (Kevin Bicks)

### Épisode 7:Bienvenue au Berverly
- États-Unis /  Canada : 11 novembre 2015 sur ABC / CHCH-DT
- France : 17 septembre 2016 sur Série Club

- États-Unis : 4,55 millions de téléspectateurs[23] (première diffusion)

- David Alford (Bucky Dawes)
- Keann Johnson (Colt Wheeler)
- Scout Taylor-Compton (Erin)
- Cynthia McWilliams (Gabriella Manning)
- Mark Collie (Frankie)

### Épisode 8:S'isoler pour avancer
- États-Unis /  Canada : 18 novembre 2015 sur ABC / CHCH-DT
- France : 17 septembre 2016 sur Série Club

- États-Unis : 4,44 millions de téléspectateurs[24] (première diffusion)

- David Alford (Bucky Dawes)
- Riley Smith (Markus Keen)
- Scout Taylor-Compton (Erin)
- Mark Collie (Frankie)
- Nick Jandl (Dr Caleb Rand)

### Épisode 9:Trois c'est trop
- États-Unis /  Canada : 2 décembre 2015 sur ABC / CHCH-DT
- France : 17 septembre 2016 sur Série Club

- États-Unis : 4,17 millions de téléspectateurs[25] (première diffusion)

- Riley Smith (Markus Keen)
- Keann Johnson (Colt Wheeler)
- Scout Taylor-Compton (Erin)
- Cynthia McWilliams (Gabriella Manning)
- Josh Cox (Wade Cole)
- Nick Jandl (Dr Caleb Rand)

### Épisode 10:Preuves d'amour
- États-Unis /  Canada : 9 décembre 2015 sur ABC / CHCH-DT
- France : 24 septembre 2016 sur Série Club

- États-Unis : 4,14 millions de téléspectateurs[26] (première diffusion)

- Riley Smith (Markus Keen)
- Keann Johnson (Colt Wheeler)
- Scout Taylor-Compton (Erin)
- Cynthia McWilliams (Gabriella Manning)
- Josh Cox (Wade Cole)
- Mark Collie (Frankie)
- Nick Jandl (Dr Caleb Rand)
- Jessy Schram (Cash Gray)
- Sumalee Montano (Dr Kitley)

### Épisode 11:Pour toujours et à tout jamais
- États-Unis /  Canada : 16 mars 2016 sur ABC[27] / CHCH-DT
- France : 24 septembre 2016 sur Série Club

- États-Unis : 4,22 millions de téléspectateurs[28] (première diffusion)

- Judith Hoag (Tandy)
- Jessy Schram (Cash Gray)
- David Alford (Bucky)
- Mark Collie (Frankie Gray)
- David Amatrudo (Glenn)
- Keann Johnson (Colt Wheeler)
- Jay DeMarcus (lui-même)
- Jim Lauderdale (lui-même)

### Épisode 12:Liberté retrouvée
- États-Unis /  Canada : 23 mars 2016 sur ABC / CHCH-DT
- France : 24 septembre 2016 sur Série Club

- États-Unis : 4,10 millions de téléspectateurs[29] (première diffusion)

- Ed Amatrudo (Glenn Goodman)
- David Alford (Bucky Dawes)
- Jeananne Goossen (Vita Martin)
- Keean Johnson (Colt Wheeler)
- Steve Kazee (Riff Bell)
- Scout Taylor-Compton (Erin)
- Mark Collie (Frankie Gray)
- Jessy Schram (Cash Gray)
- Simalee Montano (Dr Kitley)
- Buzz Brainard (lui-même)

### Épisode 13:Tout recommencer
- États-Unis /  Canada : 30 mars 2016 sur ABC / CHCH-DT
- France : 24 septembre 2016 sur Série Club

- États-Unis : 3,84 millions de téléspectateurs[30] (première diffusion)

- Ed Amatrudo (Glenn Goodman)
- David Alford (Bucky Dawes)
- Jeananne Goossen (Vita Martin)
- Keean Johnson (Colt Wheeler)
- Steve Kazee (Riff Bell)
- Meg Steedle (Sienna)
- Mark Collie (Frankie Gray)
- Jessy Schram (Cash Gray)

### Épisode 14:Jour après jour
- États-Unis /  Canada : 6 avril 2016 sur ABC / CHCH-DT
- France : 1er octobre 2016 sur Série Club

- États-Unis : 4,04 millions de téléspectateurs [31] (première diffusion)

- Ed Amatrudo (Glenn Goodman)
- David Alford (Bucky Dawes)
- Jeananne Goossen (Vita Martin)
- Keean Johnson (Colt Wheeler)
- Alicia Witt (Autumn Chase)
- Mark Collie (Frankie Gray)
- Jessy Schram (Cash Gray)
- Simalee Montano (Dr Kitley)
- Shane McRae (Patrick Miller)

### Épisode 15:Quand ton cœur brûle
- États-Unis /  Canada : 13 avril 2016 sur ABC / CHCH-DT
- France : 1er octobre 2016 sur Série Club

- États-Unis : 4,12 millions de téléspectateurs[32] (première diffusion)

- Ed Amatrudo (Glenn Goodman)
- David Alford (Bucky Dawes)
- Alicia Witt (Autumn Chase)
- Jessy Schram (Cash Gray)
- Simalee Montano (Dr Kitley)
- Kyle Dean Massey (Kevin Bicks)

### Épisode 16:Besoin d'indépendance
- États-Unis /  Canada : 20 avril 2016 sur ABC / CHCH-DT
- France : 1er octobre 2016 sur Série Club

- États-Unis : 3,71 millions de téléspectateurs[33] (première diffusion)

- Jessy Schram (Cash Gray)
- David Alford (Bucky Dawes)
- Mark Collie (Frankie Gray)
- Ed Amatrudo (Glenn Goodman)
- Thomas Rhett (lui-même)
- Alicia Witt (Autumn Chase)

### Épisode 17:T'en va pas
- États-Unis /  Canada : 27 avril 2016 sur ABC / CHCH-DT
- France : 1er octobre 2016 sur Série Club

- États-Unis : 3,77 millions de téléspectateurs[34] (première diffusion)

- Eric Close (Teddy)
- Jessy Schram (Cash Gray)
- David Alford (Bucky Dawes)
- Paul Schackman (David Mannis)
- Ed Amatrudo (Glenn Goodman)
- Robin Roberts (en) (elle-même)
- Sid Evans (lui-même)

### Épisode 18:Le prix de la vérité
- États-Unis /  Canada : 4 mai 2016 sur ABC / CHCH-DT
- France : 8 octobre 2016 sur Série Club

- États-Unis : 3,89 millions de téléspectateurs[35] (première diffusion)

- Ed Amatrudo (Glenn Goodman)
- Mark Collie (Frankie)
- Mandy June Turpin (Cynthia Davis)
- Kelsea Ballerini (elle-même)
- Jessy Schram (Cash Gray)
- Paul Schackman (David Mannis)
- Melanie Chandra (Stephanie Leigh)
- Mario López (lui-même)
- Charissa Thompson (elle-même)

### Épisode 19:Comment vivre sans toi
- États-Unis /  Canada : 11 mai 2016 sur ABC / CHCH-DT
- France : 8 octobre 2016 sur Série Club

- États-Unis : 3,94 millions de téléspectateurs[36] (première diffusion)

- Judith Hoag (Tandy Hampton)
- Ed Amatrudo (Glenn Goodman)
- David Alford (Bucky Dawes)
- Derek Hough (Noah West)
- Alicia Witt (Autumn Chase)
- Rex Linn (Bill Lexington)
- Mark Collie (Frankie)
- Jessy Schram (Cash Gray)
- Kesha (elle-même)

### Épisode 20:Ça va faire mal
- États-Unis /  Canada : 18 mai 2016 sur ABC / CHCH-DT
- France : 8 octobre 2016 sur Série Club

- États-Unis : 3,72 millions de téléspectateurs[37] (première diffusion)

- Sir Elton John (lui-même)
- Ed Amatrudo (Glenn Goodman)
- David Alford (Bucky Dawes)
- Derek Hough (Noah West)
- Alicia Witt (Autumn Chase)
- Keean Johnson (Colt Wheeler)
- Mandy June Turpin (Cynthia Davis)
- Scott Lawrence (Dr Oliver Voris)
- Brooke Smith (Jackie Hudson)
- Whoopi Goldberg (elle-même)
- Joy Behar (elle-même)
- Raven Symoné (elle-même)
- Paula Faris (elle-même)

### Épisode 21:Les risques du métier
- États-Unis /  Canada : 25 mai 2016 sur ABC / CHCH-DT
- France : 8 octobre 2016 sur Série Club[38]

- États-Unis : 4,19 millions de téléspectateurs[39] (première diffusion)

- Ed Amatrudo (Glenn Goodman)
- David Alford (Bucky Dawes)
- Alicia Witt (Autumn Chase)
- Keean Johnson (Colt Wheeler)
- Kyle Dean Massey (Kevin Bicks)
- Mandy June Turpin (Cynthia Davis)
- Jessy Schram (Cash Gray)
- Kate Orsini (Kate Fordham)
- Deborah Roberts (elle-même)
- Vincent Ventresca (Vince Pierce)

### Épisode spécial:On the Record 3
- États-Unis /  Canada : 16 décembre 2015 sur ABC / CHCH-DT

- États-Unis : 2,52 millions de téléspectateurs[40] (première diffusion)